# Extended Play '07
Extended Play '07 este un EP scos pe 24 iulie 2007 de către trupa Placebo, care conține cinci dintre cele mai cunoscute cântece ale lor, plus trei variante live. Acest EP a fost scos ca material promoțional, având drept țintă fanii nou apăruți în S.U.A. pe parcursul desfășurării turneului Projekt Revolution din 2007.

## Lista melodiilor
1. "Nancy Boy" – 3:18
2. "Every You Every Me" – 3:33
3. "Taste in Men" (radio edit) – 3:19
4. "The Bitter End" – 3:11
5. "Meds" (featuring Alison Mosshart) – 2:54
6. "Pure Morning" (Live from Arras) – 5:26
7. "Infra Red" (Live from Nîmes) – 4:18
8. "Running Up That Hill" (Live from Santiago) – 8:46